# Benthomangelia brevis
Benthomangelia brevis is een slakkensoort uit de familie van de Mangeliidae. De wetenschappelijke naam van de soort is voor het eerst geldig gepubliceerd in 1985 door Sysoev & Ivanov.